# Pole Position II
Pole Position II (jap. ポールポジションII) ist ein Arcade-Automat der 1983 von Namco entwickelt und herausgebracht wurde. In den USA übernahm Atari den Vertrieb. Das Spiel ist Nachfolger des im Vorjahr erfolgreichen Pole Position.

## Gameplay
Das Spielprinzip blieb gegenüber dem Vorgänger nahezu unangetastet. Es gibt vier statt einer Rennstrecke sowie kleine Verbesserungen in der Grafik.

## Portierungen
Das Spiel wird seit Erscheinen bis heute auf diversen Spielkonsolen und Mobiltelefonen herausgebracht.

## Nachfolger
Als Nachfolger gilt das 1987 erschienene Final Lap.